# Paola Severino
Paola Severino Di Benedetto (Napoli, 22 ottobre 1948) è un'avvocata e politica italiana.
Dal 16 novembre 2011 al 28 aprile 2013 è stata ministra della giustizia del Governo Monti. Dal 18 giugno 2018 è vicepresidente dell'università Luiss Guido Carli.

## Biografia
Paola Severino si è laureata in giurisprudenza con lode nel 1971 all'Università di Roma La Sapienza e nel medesimo anno ha iniziato la propria carriera come ricercatrice in diritto penale. È stata allieva di Giuliano Vassalli alla Sapienza, di Adolfo Gatti ed in seguito ha collaborato, alla Luiss, con Giovanni Maria Flick che successivamente è stato Ministro di grazia e giustizia nel governo Prodi I e Presidente della Corte costituzionale. Ha subito l'amputazione del braccio destro a causa di una malattia. È sposata con Paolo Di Benedetto, ex commissario Consob, da cui ha avuto una figlia.

### Carriera professionale
È divenuta professoressa associata di diritto penale nel 1987 e professoressa ordinaria dal 1995 nell'Università di Perugia. Dal 2002 al 2007 è stata Preside della Facoltà di Giurisprudenza alla Libera università internazionale degli studi sociali Guido Carli di Roma di cui dal 29 maggio 2006 al 3 ottobre 2016 è stata vice-rettrice. Dal 3 ottobre 2016 al 18 giugno 2018 è stata Rettrice della Libera università internazionale degli studi sociali Guido Carli, dove adesso ricopre l'incarico di Vicepresidente.
È avvocata dal 1977 ed è abilitata al patrocinio davanti alle giurisdizioni superiori dal 1991. Nel corso della sua attività forense ha difeso Romano Prodi nel processo sulla vendita della Cirio, il legale della Fininvest Giovanni Acampora, nel processo IMI-SIR, Salvatore Buscemi nel processo per la strage di via d'Amelio, Francesco Gaetano Caltagirone nell'inchiesta di Perugia su Enimont, Cesare Geronzi per il crac della Cirio, l'ex segretario generale del Quirinale Gaetano Gifuni nell'indagine sui fondi per la gestione della tenuta di Castelporziano.
Ha rappresentato l'Unione delle comunità ebraiche italiane nel processo al nazista Erich Priebke, e tra le società-colosso alle quali ha dato assistenza legale si annoverano Eni, Enel e Telecom Italia.
Dal 30 luglio 1997 al 30 luglio 2001 ha rivestito la carica di vicepresidente del Consiglio della magistratura militare, prima donna della storia a ricoprire tale incarico.
Nel 2001 vinse la classifica delle manager e dei manager pubblici più ricchi come vicepresidente della magistratura militare: 3,3 miliardi di lire. Nel 2002 è stata considerata, per quasi un mese, come destinata a ricoprire il ruolo di Vicepresidente del Consiglio superiore della magistratura, in quota all'UdC, ma poi ha rinunciato lei stessa alla candidatura.
Il 18 giugno 2018 il Consiglio di Amministrazione l'ha nominata Vice Presidente della Luiss, con delega alla Promozione delle Relazioni Internazionali.
Dal 2018 al 2020 è stata Rappresentante Speciale del Presidente in esercizio dell'Organizzazione per la sicurezza e la cooperazione in Europa (OSCE) per la lotta alla corruzione, carica istituita dalla Presidenza italiana dell’Organizzazione nel 2018.
Dalla primavera 2021 è coordinatrice del Comitato scientifico per il futuro dell'Europa (Conferenza sul futuro dell'Europa) all'interno dell'Ufficio Rapporti con l'Unione Europea della Camera dei Deputati.
Dal 23 settembre 2021 è Presidente della Scuola Nazionale dell'Amministrazione, in seguito alla nomina da parte del Presidente del Consiglio, Mario Draghi.

### Ministra della giustizia

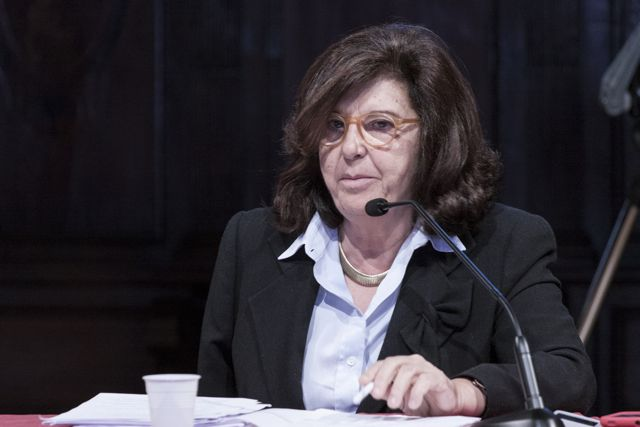
Paola Severino al Festival internazionale del giornalismo (2012)

Dal 16 novembre 2011 al 28 aprile 2013 è stata ministra della giustizia del governo Monti, prima donna a ricoprire questa carica nella storia d'Italia.
Nel febbraio 2012, come gli altri ministri del governo Monti, Severino ha pubblicato sul sito internet del ministero della giustizia una dichiarazione di trasparenza relativa alla sua situazione patrimoniale e ai suoi redditi nel 2011. Con un imponibile netto di 7.005.649,00 euro, Severino era risultata essere la ministra più ricca del governo di cui faceva parte.
Assieme al ministro Filippo Patroni Griffi ha redatto la "legge Severino" (D.Lgs. 235/2012), sull'incandidabilità e sul divieto di ricoprire cariche elettive e di Governo conseguenti a sentenze definitive di condanna per delitti non colposi.